# عبد الجبار (هريس)
عبد الجبار هي قرية في مقاطعة هريس، إيران. عدد سكان هذه القرية هو 177 في سنة 2006.